# Lizy
Lizy är en kommun i departementet Aisne i regionen Hauts-de-France i norra Frankrike. Kommunen ligger  i kantonen Anizy-le-Château som ligger i arrondissementet Laon. År 2018 hade Lizy 283 invånare.

## Befolkningsutveckling
Antalet invånare i kommunen Lizy
Referens: INSEE